# Provincia de Mouhoun
Mouhoun es una de las 45 provincias de Burkina Faso, su capital es Dédougou.

## Departamentos (población estimada a 1 de julio de 2018)
La provincia está dividida en seis departamentos:
- Bondokuy 70,076
- Dédougou 122,144
- Douroula 17,542
- Kona 27,731
- Ouarkoye 53,110
- Safané 68,221
- Tchériba 53,725